# 尺八曲一覧
尺八曲の一覧、尺八を用いた曲で、本曲、あるいは尺八が主な楽器として使用されている曲の一覧。

## 本曲
尺八のみで演奏される。主に一管（独奏）、あるいは、二管（掛け合い、あるいは二重奏）、まれにそれ以上の重奏で演奏される。

### 古典本曲
普化宗で伝えられたもの、明暗流、根笹派、道曲とよばれるものなど。
- 呼び竹受け竹
- 調（根笹派）
- 下り葉（根笹派）
- 三谷清攬（根笹派）
- 通り（根笹派）
- 門付け（根笹派）
- 鉢返し（根笹派）
- 流し鈴慕（根笹派）
- 松風（根笹派）
- 獅子（根笹派）
- 鶴之巣籠（蓮芳軒）
- 布袋軒三谷（布袋軒）
- 布袋軒鈴慕（布袋軒）
- 松巌軒鈴慕（松巌軒）
- 越後三谷（越後明暗寺）
- 調子（普大寺）
- 虚鈴（普大寺）
- 虚空（普大寺）
- 霧海篪（むかいじ、普大寺）
- 鶴之巣籠（普大寺）
- 調子（京都明暗寺）
- 陀羅尼（京都明暗寺）
- 紫鈴法（京都明暗寺）
- 鶴之巣籠（京都明暗寺）
- 蓬萊（国泰寺）
- 阿字観（一朝軒）
- 薩（一朝軒）
- 盤渉（一朝軒）
- 吾妻之曲（一朝軒）
- 雲井獅子（一朝軒）
- 瀧落（滝源寺）
- 無住心曲（神如道）
- 大和楽（神如道）
- 息観（道曲）
- 産安（道曲）
- 山越（道曲）
- 山谷（道曲）
- 打波（道曲）
- 霊慕（道曲）
- 鶴の巣籠（道曲）
- 古伝巣籠（道曲）
- 臨門（道曲）
- 本調（道曲）
- 吾妻獅子（道曲）
- 浮雲（道曲）
- 根笹調（道曲）
- 心月（道曲）

### 琴古流本曲
- 一二三鉢返調 （ひふみはちがえしのしらべ)
- 寿調（ことぶきちょう）
- 滝落の曲（たきおとしのきょく）
- 秋田菅垣（あきたすががき）
- 転菅垣（ころすががき）
- 九州鈴慕（きゅうしゅうれいぼ)
- 志図の曲（しずのきょく）
- 京鈴慕（きょうれいぼ）
- 霧海篪鈴慕（むかいじれいぼ）
- 虚空鈴慕（こくうれいぼ)
- 盤渉調（ばんしきちょう）
- 真虚霊（しんのきょれい）
- 琴三虚霊（きんさんきょれい）
- 吉野鈴慕（よしやれいぼ）
- 夕暮の曲（ゆうぐれのきょく）
- 栄獅子（さかえじし）
- 打替虚霊（うちかえきょれい）
- 葦草鈴慕（いぐされいぼ）
- 伊豆鈴慕（いずれいぼ）
- 鈴慕流（れいぼながし)
- 巣鶴鈴慕（そうかくれいぼ）
- 三谷菅垣（さんやすががき)
- 下野虚霊（しもつけきょれい）
- 目黒獅子（めぐろじし）
- 吟龍虚空（ぎんりゅうこくう）
- 佐山菅垣（さやますががき）
- 下り葉の曲（さがりはのきょく）
- 波間鈴慕（なみまれいぼ）
- 鹿の遠音 （しかのとおね)　※琴古流本曲唯一の尺八二重奏
- 鳳将雛（ほうしょうす）
- 曙調（あけぼのちょう）
- 曙菅垣（あけぼのすががき）
- 芦の調（あしのしらべ）
- 厂音柱の曲（ことじのきょく）
- 砧巣籠（きぬたすごもり）
- 月の曲（つきのきょく）　※二世荒木古童作曲

### 都山流本曲
- 木枯
- 峰の月
- 寒月
- 岩清水
- 慷月調（こうげつちょう）

## 外曲
尺八以外の楽器との合奏曲

### 地歌箏曲
江戸期に作曲された、三味線・箏との合奏曲である地歌・箏曲には尺八による手（伴奏）が付けられている。三曲合奏においてもと胡弓で演奏されていたパートを、後に尺八で演奏するようになった。
- 八千代獅子 - 地歌の獅子ものに分類される曲だが、もとは尺八の曲といわれている。

### 新邦楽
明治期から昭和30年くらいまでの曲。
- 春の海 （宮城道雄作曲。1929年。箏、尺八）
- ひぐらし　（中能島欣一作曲。箏、尺八）

### 現代邦楽
現代邦楽のムーブメントとともに興った、西洋音楽の文法をとりいれた邦楽。
- 風動  （杵屋正邦。尺八）
- 出雲路　（船川利夫。箏、尺八）
- 壱越 （山本邦山。箏、尺八）
- 風の歌　（沢井忠夫。箏、尺八)
- 明鏡  (杵屋正邦。三絃、尺八）
- キビタキの森　（宮田耕八朗。箏、尺八）

### クラシック音楽
クラシック音楽の現代音楽で尺八がつかわれた曲
- ノヴェンバー・ステップス (武満徹。尺八、琵琶、オーケストラ)
- 竹らい五章 （諸井誠）